# Лидуш Хабиб
Лиду́ш Хаби́б (тадж. Лидуш Ҳабиб, англ. Lidush Habib, 2 мая 1963, Хорог, Горно-Бадахшанская автономная область, Таджикистан — 22 июля 2002, Хорог, Горно-Бадахшанская автономная область, Таджикистан) — известный памирский исполнитель, журналист и поэт-бард.

## Биография
Лидуш Хабиб родился 2 мая 1963 в городе Хорог Горно-Бадахшанской автономной области Таджикистана.
Соотечественники считают его первым памирским исполнителем бардовской музыки, отличительной особенностью которой является совмещение в одном лице автора музыки, текста и исполнителя, гитарное сопровождение, приоритет значимости текста перед музыкой.
После окончания Куйбышевского государственного университета, в середине 80-годов прошлого века, Лидуш вернулся на родину, где начал свою трудовую деятельность русскоязычным журналистом в газете «Бадахшони Совети».
Ещё во время учёбы в Самарском университете он начал сочинять и петь, под аккомпанемент гитары, свои первые песни на шугнано-рушанском языке.
Особое влияние на Лидуша оказало знакомство с творчеством Владимира Высоцкого, именно простота и лёгкость восприятия песен Высоцкого и повлияли на его решение стать бардом.
Наряду с лирическими песнями, в которых он в основном воспевал любовь к Родине, в творчестве Лидуша особое место занимает его бескомпромиссная гражданская позиция, небезразличная к происходящему вокруг, за что его недолюбливали власти.
«Поэт коль истинный перо он должен взять.
С души народа своего он должен грусть прогнать,
И сотворит пусть истину его перо в стихах...»